# Norbert Kerckhove
Norbert Kerckhove, né le 21 octobre 1932 à Meulebeke et mort le 4 juillet 2006 dans la même ville, est un coureur cycliste belge. 
Professionnel de 1956 à 1967, il a notamment remporté le Circuit Het Volk et le Grand Prix E3.

## Palmarès
- 1954
  - 2e de la Course des chats
- 1955
  - Championnat de Flandre indépendants
  - Tour de Belgique amateurs :
    - Classement général
    - 1re et 8e étapes

  - 2e de Gand-Wevelgem indépendants
  - 3e du championnat du Hainaut indépendants
- 1956
  - 2e du Circuit des monts du sud-ouest
  - 3e du Circuit de Flandre centrale
- 1957
  - Circuit Het Volk
  - Circuit des monts du sud-ouest
  - 2e étape du Tour de Picardie
  - 2e du Tour de Picardie
  - 3e de Kuurne-Bruxelles-Kuurne
  - 3e du Tour des Flandres
  - 3e du Circuit des régions flamandes
  - 8e de Paris-Roubaix
- 1958
  - 2e du GP Marvan
  - 2e de Niel-Breendonk
  - 3e du Circuit des régions frontalières
  - 3e du Circuit du Houtland
  - 7e de Paris-Bruxelles
- 1959
  - Grand Prix E3
  - Circuit de Flandre centrale
  - Circuit des régions frontalières
  - 2e du Circuit de la vallée de la Lys
  - 2e de Nederboelare-Anzegem
  - 2e du Trofeo Longines
  - 3e de Escaut-Dendre-Lys
- 1960
  - 2e étape de Paris-Nice (contre-la-montre par équipes)
  - 2e étape de À travers la Belgique
  - Circuit des régions frontalières
  - 3e du Grand Prix de la ville de Vilvorde
  - 5e de Paris-Tours
- 1961
  - 3e du Prix de Saint-Lievin-Esse
  - 3e du Tour de Flandre-Orientale
  - 4e de Paris-Roubaix
- 1962
  - Flèche anversoise
  - Circuit du Houtland
  - Grand Prix Beeckman-De Caluwé
  - 3e de la Nokere Koerse
  - 3e du Tour des Flandres
  - 10e de Liège-Bastogne-Liège
- 1963
  - Circuit Mandel-Lys-Escaut
  - Grand Prix Marcel Kint
  - 2e du Circuit des régions frontalières
  - 3e de la Nokere Koerse
  - 7e de Paris-Bruxelles
  - 7e de Paris-Tours
- 1964
  - Grand Prix Jef Scherens
  - Circuit de la région linière
  - 2e du Grand Prix E3
  - 2e du Prix de Saint-Lievin-Esse
- 1965
  - 5eb étape des Quatre Jours de Dunkerque (contre-la-montre par équipes)
  - 2e étape du Tour des Pays-Bas
  - 2e du Circuit du Brabant occidental
  - 3e du Circuit des frontières
- 1966
  - 3e de Kuurne-Bruxelles-Kuurne
  - 3e du Circuit des Ardennes flamandes - Ichtegem
  - 3e de l'Omloop van de Westkust
  - 3e du Grand Prix d'Orchies
- 1967
  - 3e du Roubaix-Cassel-Roubaix

## Résultats sur les grands tours

### Tour de France
1 participation
- 1957 : abandon (3eb étape)

### Tour d'Italie
1 participation 
- 1960 : abandon (4e étape)

### Tour d'Espagne
2 participations
- 1956 : abandon (4e étape)
- 1958 : abandon (4e étape)